# 埃里克·格里芬 (拳击运动员)
埃里克·格里芬（英語：Eric Griffin，1967年11月3日—），美国男子拳击运动员。他曾代表美国参加1992年夏季奥林匹克运动会拳击比赛，在男子48公斤级项目上止步八分之一决赛。